# Coleophora lasloella
Coleophora lasloella é uma espécie de mariposa do gênero Coleophora pertencente à família Coleophoridae.